# Sungai Bila
Sungai Bila är ett vattendrag i Indonesien. Det ligger i den västra delen av landet, 1 200 km nordväst om huvudstaden Jakarta.